# Leon Nebenzahl
Leon Nebenzahl (* 26. August 1910 in Woronesch; † 6. Januar 1996 in Berlin) war ein russisch-deutscher Übersetzer und Journalist. Nach einer frühen Tätigkeit als Werbetexter und -grafiker, die in der Zeit des Nationalsozialismus durch Berufsverbot beendet wurde, war Nebenzahl nach Ende des Zweiten Weltkriegs zunächst als Übersetzer und Dolmetscher für die Sowjetische Militäradministration und das Sowjetische Nachrichtenbüro tätig. In der DDR gab er bis 1958 die Zeitschrift Die Presse der Sowjetunion und der Volksdemokratien heraus und war bis 1981 Chefredakteur der Zeitschrift Probleme des Friedens und des Sozialismus. Ferner übersetzte er marxistisch-leninistische Literatur, sowjetische Memoirenliteratur und Belletristik aus dem Russischen.

## Leben und Werk
Nebenzahls Vater stammte ursprünglich aus der Gegend von Krakau und exportierte aus Russland Eier, die zwei seiner Brüder in Deutschland verkauften. Nebenzahls Mutter war Russin. Seine Eltern heirateten erst später, da sein Vater zunächst vom Judentum konvertieren musste.
Nach dem Ersten Weltkrieg zog die Familie nach Deutschland und lebte ab 1921 in Berlin.  Hier besuchte Nebenzahl ein deutsch-russisches Realgymnasium. Die Familie ging Anfang der 1930er Jahre bankrott. Ein Studium der Chemie in Berlin musste Nebenzahl aus Geldmangel abbrechen. Er arbeitete stattdessen als Werbegrafiker und -texter in der Werbeabteilung des zur Produktionsfirma Nero-Film AG seines Onkels Heinrich Nebenzahl gehörenden Filmverleihs Star-Film und entwarf unter anderem das Filmplakat für den Film Kameradschaft von Georg Wilhelm Pabst.
Im Nationalsozialismus erhielt Nebenzahl 1933 Berufsverbot. Während er seinen Lebensunterhalt mit kunstgewerblichen Arbeiten bestritt, verzögerte er sein „Arisierungsverfahren“, indem er seine uneheliche Geburt mit Zweifeln an der Vaterschaft verknüpfte. Er galt als unehelicher Ausländer. 1944 sah er sich von der Ausländerpolizei gedrängt, sich zum „Vollarier“ erklären zu lassen und damit auch wehrpflichtig zu werden. Er entschied sich, seine Herkunft aufzudecken und wurde als „Mischling“ im Sinne der Nürnberger Gesetze im November 1944 zur Organisation Todt nach Thüringen zwangsdienstverpflichtet. Im April 1945 floh er nach Berlin.
Ab Mai 1945 arbeitete Nebenzahl als Dolmetscher für die Sowjetische Militäradministration in Deutschland (SMAD) in Berlin und ab Sommer 1945 als Angestellter des Sowjetischen Nachrichtenbüros (SNB). Er übersetzte für das SNB Verlautbarungen der SMAD und dolmetschte in Pressekonferenzen. Ab 1946 war er auch als Verlagsübersetzer für den SMA-Verlag tätig, für den er unter anderem die Anklageschrift des sowjetischen Hauptanklägers im Nürnberger Prozess gegen die Hauptkriegsverbrecher übersetzte.
Nach der Auflösung des SNB wurde Nebenzahl 1950 in das Amt für Information (AfI) der DDR übernommen, wo er bis 1958 den Pressedienst Die Presse der Sowjetunion und der Volksdemokratien herausgab. 1957 besuchte er für ein Jahr die Parteihochschule „Karl Marx“. Anschließend übernahm er bis 1981 die Chefredaktion der deutschen Ausgabe der internationalen Zeitschrift Probleme des Friedens und des Sozialismus.
Nebenzahl übersetzte einerseits Lehrbücher zum Marxismus-Leninismus, zur Ökonomie und Geschichte, Memoiren sowjetischer Diplomaten, Militärs und Politiker wie Valentin Bereshkow, Iwan Maiski, Kliment Woroschilow, aber auch belletristische Literatur, darunter Werke Wassili Grossmans.
Nebenzahl war Mitglied von KPD, SED und der PDS.

## Veröffentlichungen

### Eigene Schriften
- Über die sowjetische sozialistische Gesellschaft. Sammlung von Aufsätzen. 1. Auflage. Dietz, Berlin 1952.
- (Hrsg.): Für die weitere Entwicklung der Mitschurinschen Lehre; zum 100. Geburtstag I. W. Mitschurins. Kongreß-Verl., Berlin 1955.
- „Mehr Grund zu lieben als zu hassen…“. In: Weimarer Beiträge, 18 H. 4.18, Nr. 4 1972, S. 161–167.
- Mein Leben begann von neuem. Erinnerungen an eine ungewöhnliche Zeit. Dietz, Berlin 1985.
- Der Zarenadler weicht dem Sowjetstern. Eine postgeschichtliche Studie. 1. Auflage. Transpress, Berlin 1987, ISBN 3-344-00217-1.
- Es muss nicht immer ein Wertstempel sein. Russlands Postkartenformulare von 1872 bis 1926. v. Hofmann, Hamburg 1994, ISBN 3-7636-5064-4.

### Übersetzungen
- Vasilij Semenovič Grosman: Stepan Koltschugin. Roman. Sov. pisatelʹ, Moskva 1947.
  - Stepan Koltschugin. Roman in vier Teilen. Dietz Verl., Berlin 1953.
- Roman Nikolaevič Kim: Der amerikanische Parnass. Ein Pamphlet. SWA-Verl., Berlin 1948.
- L. A. Mendelʹson: Widersprüche in der kapitalistischen Wirtschaft nach dem Kriege. SWA-Verl., Berlin 1948.
- A. Petrušov: Agrarverhältnisse in Deutschland und die Agrarreform. SWA-Verl., Berlin 1948.
- Aleksandr Michajlovič Egolin: Die Sowjetliteratur. SWA-Verl., Berlin 1949.
- A. Odud: Sowjet-Moldawien. SWA-Verl., Berlin 1949.
- Traitscho Kostoff und seine Truppe. (Prozessprotokoll, Predatelskata špionska i sabot'orska grupa na Trajčo Kostov pred suda na narod, Sofia 1949.) 2. Auflage. Dietz, Berlin 1951.
- Aleksandr Fedorovič Šiskin: Die bürgerliche Moral – Waffe der imperialistischen Reaktion. 1. Auflage. Dietz, Berlin 1952.
- D. I. Valentej: Die Arbeitslosigkeit – der unvermeidliche Gefährte des Kapitalismus. 1. Auflage. Dietz, Berlin 1953.
- A. J. Kunina: Das wahre Gesicht des amerikanischen Imperialismus. 1. Auflage. Dietz, Berlin 1954.
- Tse-tung Mao: Ausgewählte Schriften. In vier Bänden. 2. Auflage. Dietz, Berlin 1956.
- Alexej Badaev: Die Bolschewiki in der Reichsduma. Erinnerungen. 1. Auflage. Dietz, Berlin 1957.
- Vasilij Semenovič Grosman: Wende an der Wolga. 2. Auflage. Dietz, Berlin 1958.
- Il'ja Lvovič Kremlev: Soldaten der Revolution. 2. Auflage. Dietz, Berlin 1958.
- Larisa Michajlovna Rejsner: Oktober. 1. Auflage. Dietz, Berlin 1961.
- Jelisaweta Drabkina: Schwarzer Zwieback. Dietz, Berlin 1962.
- Vasilij Semenovič Grosman: Stürmische Jugend. 2. Auflage. Dietz, Berlin 1962.
- Aleksandr Ostapovič Avdeenko: Operation "Schwarze Glocken". Verl. Kultur u. Fortschritt, Berlin 1964.
- Jakov Jakovlevič Ėtinger, Ovanes Nagapetovič Melikjan: Neutralismus und Frieden. Dietz, Berlin 1964.
- W. W. Rymalov: Die UdSSR und die wirtschaftlich schwach entwickelten Länder. 1. Auflage. Dietz, Berlin 1964.
- Iwan M. Majskij: Memoiren eines sowjetischen Botschafters. 1. Auflage. Dietz, Berlin 1967.
- Maksim Gorʹkij, Leon Nebenzahl und Ralf Schröder: Werkstattgespräche. Verl. Volk u. Welt, Berlin 1968.
- Klimentij Efremovič Vorošilov: An der Wiege der Revolution. Dietz, Berlin 1970.
- Geschichte der Kommunistischen Partei der Sowjetunion. 1. Auflage. Dietz, Berlin 1971.
- Nikolaj Gnidjuk: Im Hinterland. 1. Auflage. Dt. Militärverl., Berlin 1971.
- Illustrierte Geschichte der Großen Sozialistischen Oktoberrevolution. Dietz, Berlin 1972.
- G. A. Kozlov, Peter Hofmann und Leon Nebenzahl (Hrsg.): Politische Ökonomie. Dietz, Berlin 1973.
- Valentin Pikulʹ: PQ 17. 1. Auflage. Militärverl. der Dt. Demokrat. Republik, Berlin 1973.
- Wladislaw Pobedonoscev: Schlagt nach bei Lenin!. Verl. Neues Leben, Berlin 1973.
- Jurij Stepanovič Novopašin: Strategie der "friedlichen Einmischung". Staatsverl. d. DDR, Berlin 1974.
- Valentin Michajlovič Berežkov: Jahre im diplomatischen Dienst. Dietz Verl., Berlin 1975.
- Leonid Il'ič Brežnev: Wiedergeburt. Erinnerungen. Dietz Verlag, Berlin 1978.
- Ėmilija Andreevna Grinevič: Morgenröte über der Karibik. Kubas Weg zur Revolution. Verl. Neues Leben, Berlin 1978.
- Elena Dmitrievna Stasova: Genossin Absolut. Erinnerungen. Dietz Verlag, Berlin 1978.
- Leonid Iosifovič Šinkarev: Mein Sibirien. 1. Auflage. F. A. Brockhaus Verlag, Leipzig 1979.
- Pjotr Abrasimov, L. Nebenzahl und G. Lehmann: Westberlin gestern und heute. 1. Auflage. Staatsverl. der Dt. Demokratischen Republik, Berlin 1981.
- V. V. Glazyrin: Effektivität der Rechtsnormen. Theorie u. Forschungsmethoden. 1. Auflage. Staatsverl. d. DDR, Berlin 1982.
- Michail Maškin: Die Pariser Kommune 1871. Chronik einer Revolution. Dietz, Berlin 1982.